# 3541 Graham
A 3541 Graham (ideiglenes jelöléssel 1984 ML) a Naprendszer kisbolygóövében található aszteroida. Perthi Obszervatórium fedezte fel 1984. június 18-án.